# Patrick Etolu
Patrick Etolu (* 17. März 1935 in Asingei, Distrikt Soroti; † 23. Dezember 2013 in Soroti) war ein ugandischer Hochspringer.
Bei den British Empire and Commonwealth Games 1954 in Vancouver gewann er Silber.
1956 in Melbourne gehörte er zur ersten Olympiamannschaft Ugandas. Sein zwölfter Rang war die beste Platzierung des dreiköpfigen Teams.
1958 wurde er bei den British Empire and Commonwealth Games in Cardiff Vierter, 1962 bei den British Empire and Commonwealth Games in Perth Neunter.
Am 4. November 1956 stellte er in Bombay mit 2,03 m einen nationalen Rekord auf, der bis 1999 Bestand hatte.